# Hilary Benn
Hilary James Wedgwood Benn (ur. 26 listopada 1953 w Londynie) – brytyjski polityk, były minister środowiska, żywności i spraw wsi. Od 2024 minister ds. Irlandii Północnej. Członek Partii Pracy.
Benn urodził się w londyńskiej dzielnicy Hammersmith. Pochodzi z rodziny o ogromnych tradycjach politycznych, jego przodkowie w trzech ostatnich pokoleniach byli członkami Izby Gmin, a ojciec Tony Benn ministrem w rządach Harolda Wilsona i Jamesa Callaghana. Matką obecnego ministra była Caroline Benn, z domu DeCamp, córka Jamesa DeCampa. Hilary rozpoczynał naukę w Holland Park School. Później ukończył rusycystykę i studia wschodnioeuropejskie na Uniwersytecie Sussex. Na studiach poznał swoją pierwszą żonę, Rosalind Retey, którą poślubił w 1973 r., a która zmarła na raka w wieku zaledwie 26 lat w 1979 r. W 1982 ożenił się ponownie z Sally Christiną Clark. Ten związek trwa do dziś i Benn ma z niego czworo dzieci - synów Michaela, Jamesa i Jonathana oraz córkę Caroline. Razem z rodziną mieszka w Chiswick w zachodnim Londynie.
Zaczynał karierę zawodową jako pracownik jednego ze związków zawodowych. Równocześnie zasiadał w londyńskim samorządzie lokalnym i dwukrotnie bez powodzenia kandydował do parlamentu (1983 w okręgu Ealing North oraz z tego samego okręgu w 1987). Po dojściu labourzystów do władzy w 1997 r. został specjalnym doradcą Davida Blunketta, ówczesnego ministra edukacji i zatrudnienia. W 1999 r. wystartował w wyborach uzupełniających spowodowanych śmiercią jednego z deputowanych z okręgu Leeds Central i wreszcie uzyskał mandat parlamentarny. Swoją pierwszą mowę na forum Izby Gmin wygłosił 23 czerwca 1999 r.
W 2001 r. został parlamentarnym podsekretarzem stanu w ministerstwie ds. rozwoju międzynarodowego, a następnie przeszedł do ministerstwa spraw wewnętrznych, gdzie odpowiadał za kwestie więziennictwa. W 2003 r. wrócił do resortu rozwoju międzynarodowego jako minister stanu, a w październiku tego roku został jego szefem. W tym samym roku został członkiem Tajnej Rady. W 2007 r. kandydował na wiceprzewodniczącego Partii Pracy, ale ostatecznie zajął czwarte miejsce w wygranym przez Harriet Harman wyścigu. 28 czerwca 2007 r. nowy premier Gordon Brown powierzył mu kierowanie ministerstwem środowiska, żywności i spraw wsi. Benn pozostał na tym stanowisku do porażki Partii Pracy w wyborach parlamentarnych w 2010.
Bezpośrednio po tych wyborach, wszedł w skład tymczasowego gabinetu cieni utworzonego przez Harriet Harman, w którym objął funkcję ministra środowiska, żywności i spraw wsi. W gabinecie cieni Eda Milibanda był początkowo przewodniczącym Izby Gmin (do października 2011), a następnie ministrem społeczności i samorządów lokalnych. Po wyborach parlamentarnych w 2015 (w kolejnych gabinetach cieni – kierowanych przez Harriet Harman i Jeremy'ego Corbyna), został ministrem spraw zagranicznych. 26 czerwca 2016 został odwołany z tej funkcji, po tym gdy publicznie zadeklarował swoje niezadowolenie ze sposobu kierowania partią przez Corbyna i jego zdolności do wygrania wyborów. Skutkiem odwołania Benna, był szereg rezygnacji członków tego gabinetu z dalszego zasiadania w nim. 4 września 2023 powrócił do gabinetu cieni, gdy ówczesny lider opozycji Keir Starmer, powierzył mu funkcję ministra ds. Irlandii Północnej. W 2024 został wybrany do Izby Gmin z nowo utworzonego okręgu wyborczego Leeds South (jego dotychczasowy okręg został zlikwidowany). 
5 lipca 2024 objął urząd ministra ds. Irlandii Północnej w gabinecie Keira Stramera.